# USS Iwo Jima (LHD-7)
Pour les autres navires du même nom, voir USS Iwo Jima.
L'USS Iwo Jima (LHD-7) est un navire d'assaut amphibie de classe Wasp de la Marine des États-Unis. Le navire est nommé en mémoire de la bataille d'Iwo Jima de la Seconde Guerre mondiale. Lancé en 2000, le navire est mis en service en 2001. Il participe notamment à l'opération Enduring Freedom, à la Joint Task Force Liberia (en), à la Joint Task Force Katrina (en), au conflit israélo-libanais de 2006 et il est intervenu par deux fois en Haïti à la suite des ouragans Thomas et Matthew.

## Construction et lancement
La construction de l’Iwo Jima commencent au chantier naval Ingalls de Pascagoula dans le Mississippi le 3 septembre 1996. La quille du navire est posée le 12 décembre 1997. Et lors de la cérémonie, le private first class Jacklyn H. Lucas (en), a reçu la Medal of Honor pour ses actions au cours la bataille d'Iwo Jima, puis l'a placée dans la coque du navire, où elle demeure aujourd'hui. Le navire est lancé le 4 février 2000. L'USS Iwo Jima est baptisé le 25 mars 2000 à Pascagoula par Zandra Krulak, l'épouse du général Charles C. Krulak (en), ancien Commandant du Corps des Marines. L'équipage prend ses fonctions à bord du navire en avril 2001 qui effectue son voyage inaugural le 23 juin 2001 accompagné de plus de 2 000 vétérans de la Seconde Guerre mondiale dont beaucoup de survivants de la bataille d'Iwo Jima. le navire est officiellement commissionné une semaine plus tard à Pensacola, le 30 juin de 2001.
Peu après, le navire et l'équipage commencent une cycle de formation et teste ses systèmes dans des conditions de combat réalistes. L’Iwo Jima a également été le premier navire ouvert au public après les attentats du 11 septembre 2001. En 2002, l’Iwo Jima participe à la Semaine de la flotte (en) à New York.

## Carrière militaire

### Premiers déploiements
Le USS Iwo Jima et les Marines du 26th Marine Expeditionary Unit (en) ainsi que deux autres navires d'assaut amphibie constituent le Iwo Jima Amphibious ready group (en) et quittent le port le 4 mars 2003 à l'appui de l'opération Enduring Freedom. Il déploie ses Marines en avril 2003 depuis la mer Méditerranée vers le nord l'Irak pour la guerre d'Irak.
En juillet 2003, l’Iwo Jima se déploie au large de côte du Liberia dans le cadre de la Joint Task Force Liberia (en) (JTFL) en réponse à la deuxième guerre civile libérienne. Sous le commandement de la Southern European Task Force (en) (SETAF), l'Iwo Jima débarque des Marines au Liberia pour effectuer des opérations humanitaires. À son apogée, la JTFL est composée de plus de 5 000 membres avec le quartier général du SETAF, la 26th Marine Expeditionary Unit, les trois-navire de l’Iwo Jima Amphibious Ready Group, le 398th Air Expeditionary Group (en) de la Third Air Force (en), le 21st Theater Sustainment Command (en) du commandement des forces des États-Unis en Europe, et des Special Forces.
En 2004, l'USS Iwo Jima participe à la Semaine de la Flotte à New York. En 2005, l’Iwo Jima sert comme navire amiral de la Deuxième flotte des États-Unis, basée à Norfolk en Virginie.

### Ouragan Katrina

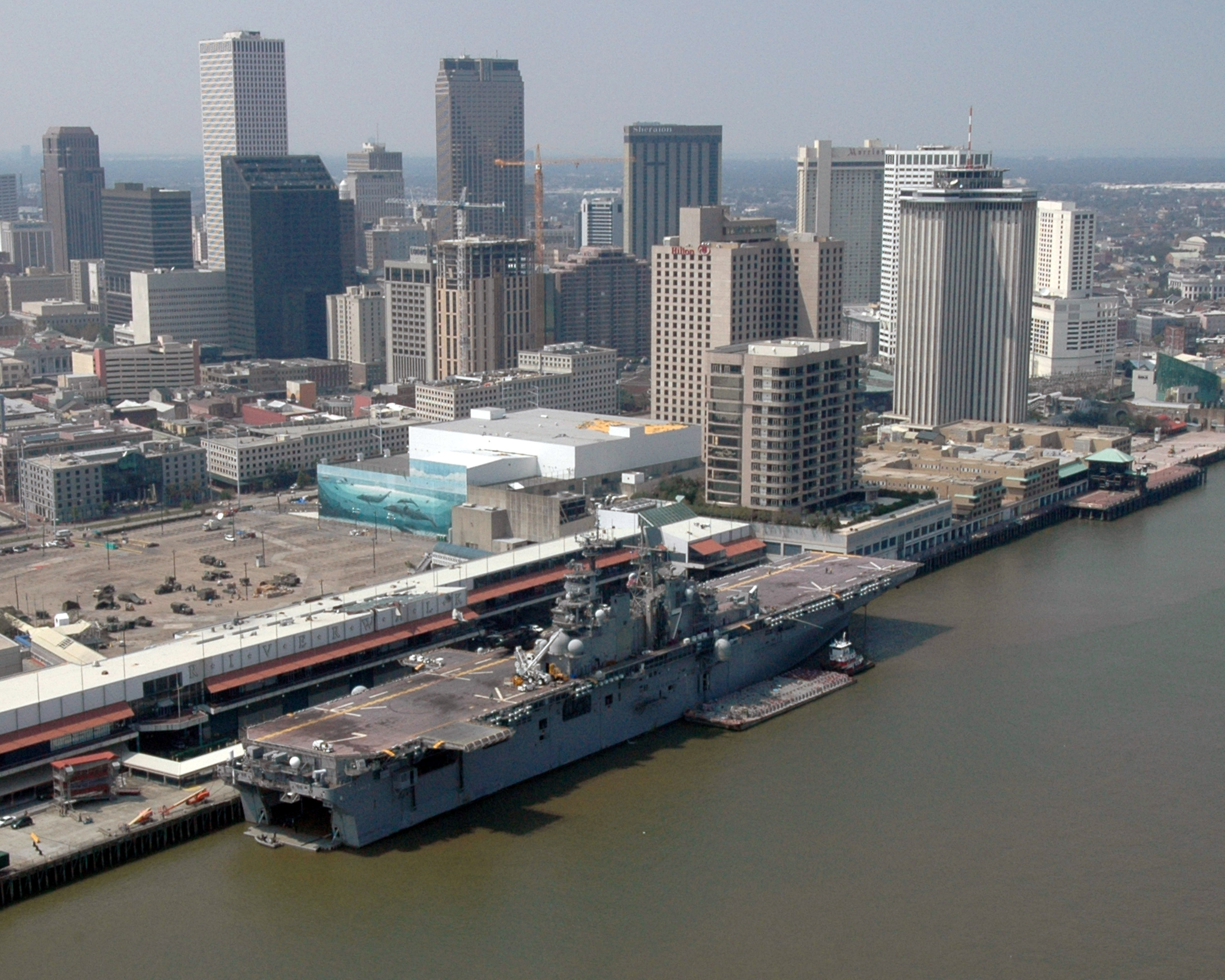
Le USS Iwo Jima à quai à La Nouvelle-Orléans, le 10 septembre 2005.

Le 31 août 2005, Iwo Jima est positionné dans le golfe du Mexique pour fournir des secours et mener des opérations de soutien dans le sillage de l'ouragan Katrina. Il remonte ensuite le fleuve Mississippi pour rejoindre la ville de La Nouvelle-Orléans et soutenir directement les opérations de secours comme centre de commandement central pour toutes les opérations fédérales et locales d'urgence.
Au cours de cette période critique, l’Iwo Jima est la plateforme aéroportuaire pleinement fonctionnelle de la région pour les opérations d'hélicoptères. Il conduit plus d'un millier d'opérations de vol ; il fournit des repas chauds, douches, eau potable et permet le débarquement de milliers de gardes nationaux et de travailleurs humanitaires. Il fournit également des services médicaux y compris des services de premiers secours et des services chirurgicaux, aux victimes de la catastrophe. Il participe également aux opérations de nettoyage du centre-ville et de la banlieue de la Nouvelle-Orléans.
L’Iwo Jima sert de navire amiral pour le commandant en chef, George W. Bush, lors de la Joint Task Force Katrina (en). C'est à cette occasion, seulement le deuxième navire de la marine américaine à lever le Flag of the President of the United States (en).

### Liban
Le 6 juin 2006, l’Iwo Jima quitte Norfolk, en Virginie, et commence un déploiement de six mois dans la zone de responsabilité de l'United States European Command et de l'United States Central Command, comme navire-amiral de l’Iwo Jima Expeditionary Strike Group, fort de 6 000 marins et marines. Il doit participer à l'opération d'évacuation des citoyens américains du Liban en raison du conflit israélo-libanais de 2006.
Le 15 juillet 2006 la 24th Marine Expeditionary Unit (en) basée sur l’Iwo Jima, évacue les citoyens américains à la suite du bombardement par l'Armée de défense d'Israël qui ont mis hors service l'aéroport international de Beyrouth - Rafic Hariri. Les civils embarqués à son bord, sont ensuite conduit à Chypre.

### Déploiements récents
| |  |  |
| L'USS Iwo jima quitte la base navale de Mayport le 5 octobre 2016 en préparation de l'arrivée de l'ouragan Matthew sur les côtes de Floride, et afin d'apporter son aide aux victimes de l'ouragan à Haïti. |  |  |

Le 16 février 2007, le USS Iwo Jima' reçoit le Battle Effectiveness Award (en) de 2006. En 2009, 2010, et 2011, le navire participe à la Semaine annuelle de la flotte à New York.
Le 3 novembre 2010, l’Iwo Jima est déployé au large d'Haïti afin de fournir une aide humanitaire en cas de nécessité en raison de l'Ouragan Thomas (en). 
Le 27 mars 2012, il est déployé au sein de l’Iwo Jima Amphibious Ready Group et embarque le 24th Marine Expeditionary Unit (en) afin de soutenir les opérations de sécurité maritime dans la zone de responsabilité des 5e et 6e flotte des États-Unis.
Le 11 avril 2012, un MV-22 du VMM-261 s'écrase près d'Agadir au Maroc lors d'un exercice conjoint de formation après avoir décollé de l'USS Iwo Jima. Deux Marines américains sont tués et les deux pilotes sont grièvement blessés,,.
Au début de mai 2012, l’Iwo Jima opère dans le golfe d'Aqaba et dans le sud de la Mer Rouge. En novembre 2012, le navire est envoyé en Méditerranée orientale, au cours de l'escalade dans guerre entre Israël et le Hamas, au cas où l'évacuation des citoyens américains d'Israël serait nécessaire, ce qui retarde le retour son retour prévu à Norfolk.
En août 2014, le port d'attache du navire est transféré de Norfolk à Mayport.
En janvier 2015, l’Iwo Jima, l'USS Fort McHenry et l'USS New York sont positionnés au large des côtes du Yémen afin d'évacuer si nécessaire le personnel de l'ambassade des États-Unis en raison de l'effondrement du gouvernement yéménite.
En octobre 2016, l’Iwo Jima se rend à Haïti pour relayer l'USS Mesa Verde et apporter de l'aide aux victimes de l'ouragan Matthew.